# Donald Nicol
Donald MacGillivray Nicol (Portsmouth, 4 de febrer del 1923 - Cambridge, 25 de setembre del 2003) fou un bizantinista britànic.

## Biografia
Nicol, fill d'un ministre de l'Església d'Escòcia, rebé una educació clàssica a la King Edward VII School de Sheffield i la St Paul's School de Londres. Registrat com a objector de consciència el 1941, entre el 1942 i el 1946 contribuí a la Unitat d'Ambulàncies dels Amics, amb la qual visità per primera vegada Grècia entre el 1944 i el 1945, quan visità els monestirs de Ioànnina i Meteora. Després de formar-se en clàssiques a Cambridge, tornà a Grècia el 1949-1950 com a membre de l'Escola Britânica d'Atenes. Durant aquest període, també visità el mont Atos, on passà la Pasqua del 1949 al monestir de Khilandar, i tornà a visitar Meteora.
El 1950, es casà amb Joan Mary Campbell, amb qui tingué tres fills. Completà la seva tesi de doctorat al Pembroke College de Cambridge el 1952. La seva tesi sobre el Despotat de l'Epir, conduí a la producció del seu primer llibre, The Despotate of Epiros. El seu orientador fou Steven Runciman, amb qui Nicol feu amistat al llarg de la seva vida, alimentada a l'Athenaeum Club.
Després de la conclusió del seu doctorat, el seu primer càrrec acadèmic fou com a catedràtic de clàssiques al University College Dublin entre el 1952 i el 1964. Entre el 1964 i el 1966 fou professor visitant a Dumbarton Oaks, i seguidament catedràtic d'història romana d'Orient a la Universitat d'Edimburg (1966-1970). El 1970 fou nomenat a la càtedra històrica de Professor Koraís d'Història, Llengua i Literatura Gregues Modernes i Bizantines al King's College de Londres, càrrec que ocupà fins al 1988. Entre el 1977 i el 1980 fou assistent principal i entre el 1980 i el 1981 fou vicepresident del King's College. Entre el 1979 i el 1983 fou editor de la revista científica Byzantine and Modern Greek Studies, mentre que fou president de la Societat d'Història Eclesiàstica entre el 1975 i el 1976. Entre el 1989 i el 1992 fou director de la Biblioteca Gennàdios d'Atenes.
Esdevingué membre de la Reial Acadèmia d'Irlanda el 1960 i de l'Acadèmia Britànica el 1981. Per les seves contribucions a la història medieval de l'Epir, la ciutat d'Arta el nomenà ciutadà honorífic el 1990. El 1997, rebé un doctorat honoris causa de la Universitat de Ioànnina pel mateix motiu.